# 步兵 (日本將棋)
步兵是日本將棋的棋子之一。有在平安大將棋、平安將棋、本將棋、中將棋、大大將棋、小將棋、大將棋、天竺大將棋、摩訶大大將棋、泰將棋和大局將棋出現。本將棋步兵與國際象棋的兵對應，遂被譯為Pawn（簡稱P）。

## 步兵在本將棋、小將棋

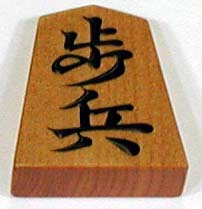
棋子正面

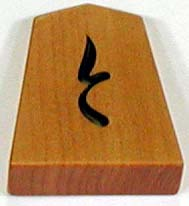
棋子背面

簡稱為步。步兵在升級後稱為成金（と金、ときん，簡稱）。
步兵棋子背面寫上了類似平假名式的字體。
對於棋子背面寫上類似平假名式的字體的原因有下列普遍的說法：
- 「止」字是「步」字的上半部，在日本，「止」字有時會被簡寫成，棋子背面的表示「步兵」上半部的「止」字，而「步兵」的上半部可以解作「精銳步兵」，遂棋子背面的表示了「精銳步兵」的意思。
- 平假名式實際上是「金」字的簡寫。
- 平假名式實際上是與「金」字發音相同的「今」字簡寫。
- 是「登金」的簡寫。

基本上，將棋步兵的攻擊力極低。但是，從日本將棋格言提及「若棋盤沒有步兵，則棋局沒有勝算（歩のない将棋は負け将棋）」以及「棋士一籌莫展之時，端步衝鋒陷陣之時（手のない時は端歩を突け，『端步』指『邊緣的步兵』，即在香車前方的步兵）」之言可見，步兵是日本將棋之中基本的棋子。
再者，成金（升級後的步兵）擁有與金將相等的攻擊力，在攻擊之後有撤退的餘地，對進攻方來說是非常有用的棋子。
而對於與步兵相關的規則方面，同一縱段存在兩名己方未升級的步兵以及利用剛打入的步兵將死對手是犯規的行為，分別稱為二步、打步詰；但是當步兵升級之後，就可以在同一縱段再度打入步兵（換言之，と金不會被視為步兵）。另一方面，到達敵陣最內部（第一列）的步兵不能前進，換言之，在這種情況之下的步兵必須升級，這種特性也導致「在敵陣最內部（第一列）打入步兵」成為了犯規的行為。
|   | ○  |   |
| ■ | 步 | ■ |
|   |    |   |

| ○ | ○  | ○ |
| ○ | と | ○ |
|   | ○  |   |

## 步兵在平安將棋、平安大將棋、中將棋、大将棋、天竺大將棋、摩訶大大將棋、泰將棋、大局將棋
在中將棋簡稱為步，可以升級成金將（きんしょう，步兵的升級棋有時會寫作成金），在中將棋裡，當雙方的獅子互相對峙時，獅子不能藉殺敵方獅子鄰接的步兵吃敵方獅子。
| ■ | ■ |    | ■ | ■ |
|   |   | ○  |   |   |
|   |   | 步 |   |   |
|   |   |    |   |   |
| ■ | ■ |    | ■ | ■ |

| ■ | ■ |    | ■ | ■ |
|   | ○ | ○  | ○ |   |
|   | ○ | 金 | ○ |   |
|   |   | ○  |   |   |
| ■ | ■ |    | ■ | ■ |

## 步兵在大大將棋
不得升級。
| 前身棋 | 步法                                                                                                   | 步法           | 升級棋 | 步法 | 步法 |
| ------ | --- | -------------- | ------ | ---- | ---- |
| 步兵   | \| ■ \| ■ \| \| ■ \| ■ \| \| \| \| ○ \| \| \| \| \| \| 步 \| \| \| \| \| \| \| \| \| \| \| \| \| \| \| | 可向前走一格。 | -      | -    | -    |
| ■      | ■ |                | ■      | ■    |      |
|        | | ○              |        |      |      |
|        | | 步             |        |      |      |
|        | |                |        |      |      |
|        | |                |        |      |      |